# Zitiergebot
Als Zitiergebot bezeichnet man die in Art. 19 Abs. 1 Satz 2 des deutschen Grundgesetzes festgelegte Pflicht des Gesetzgebers, bei einer Einschränkung von Grundrechten durch ein Gesetz oder auf Grundlage eines Gesetzes das betroffene Grundrecht unter Angabe des Grundgesetzartikels zu nennen. Bei einem Verstoß gegen das Zitiergebot ist das Gesetz formell verfassungswidrig. Ein Zitiergebot im weiteren Sinne kennt das Grundgesetz noch in Art. 80 Abs. 1 Satz 3 GG, wonach Rechtsverordnungen, die von der Bundesregierung, einem Bundesminister oder einer Landesregierung erlassen werden, ihre gesetzliche Rechtsgrundlage angeben müssen. Es gibt darüber hinaus auch viele einfachrechtliche Zitiergebote.

## Grundgedanke von Zitiergeboten
Den Anforderungen eines Zitiergebots liegt der Gedanke einer Rechtshierarchie zugrunde, wonach höherrangiges Recht jeweils nachrangigem Recht vorgeht, also etwa in absteigender Linie Europa- und Verfassungsrecht, parlamentarisches Gesetzesrecht, Verordnungsrecht, Satzungsrecht und Vertragsrecht und/oder Rechtsakte (wie z. B. Verwaltungsakte, die als öffentlich-rechtliche Rechtsakte aber dem Vertragsrecht vorgehen). Durch die Pflicht, das jeweils höherrangige Recht bei seinem Vollzug durch niedere Rechtsformen zu zitieren, soll regelmäßig aus Gründen der Rechtssicherheit und Rechtsklarheit die Anwendung und Auslegung der höherrangigen Norm transparent gemacht und abgesichert werden.
So finden sich Zitiergebote auf den verschiedensten Ebenen der Normen und in den unterschiedlichsten Rechtsbereichen. Art. 19 Abs. 1 Satz 2 und Art. 80 Abs. 1 Satz 3 GG sind die bekanntesten Zitiergebote im Verhältnis von Verfassungsrecht zu einfachem Gesetzesrecht, beziehungsweise von diesem zum Verordnungsrecht. Aber auch unterhalb dieser Normen werden Zitiergebote angewandt. So muss nach dem Strafprozessrecht bei bestimmten Vollzugsmaßnahmen, wie bei einer Durchsuchungsanordnung oder einem Haftbefehl, die zur Last gelegte Straftat gekennzeichnet werden, im Mietrecht muss bei bestimmten Rechtsakten, wie der Kündigung von Wohnraum in einem Zweifamilienhaus, dem Mieter die genaue Gesetzesstelle, auf welche die Kündigung gestützt wird, mitgeteilt werden (§ 573a BGB), aus Tarifverträgen ist die Regelung bekannt, dass bestimmte Gestaltungen von Arbeitsverträgen, wie z. B. Teilzeitbeschäftigung nach § 14 Abs. 2 Teilzeit- und Befristungsgesetz, die Rechtsgrundlage durch Zitat des Gesetzes benennen müssen.
Die Verletzung solcher Zitiergebote machen die jeweiligen Rechtsakte fehlerhaft und damit unwirksam.

## Geschichte des verfassungsrechtlichen Zitiergebots
Die Weimarer Verfassung kannte kein vergleichbares Gebot zum Schutz der Grundrechte. Dies führte mehrfach zu einer unbewussten Einschränkung der Grundrechte durch den Reichsgesetzgeber. Dies galt umso mehr, als durch jedes Reichsgesetz, also auch außerhalb der Reichsverfassung, die Verfassung geändert werden konnte, solange es mit der hierfür erforderlichen Mehrheit von zwei Dritteln (der gesetzlichen Mitglieder) verabschiedet worden war. Bei den Beratungen des Parlamentarischen Rats zum GG wurde von Hermann von Mangoldt beantragt, das aus der Erfahrung mit der Weimarer Verfassung im Entwurf des GGs enthaltene Zitiergebot als unnötige Fesselung des Gesetzgebers wieder zu streichen. Dem wurde von Thomas Dehler mit dem Einwand widersprochen, „Wir wollen diese Fesseln des Gesetzgebers und bitten daher, den Satz 2 aufrechtzuerhalten“, so dass Art. 19 Abs. 1 in das GG aufgenommen wurde. In der frühen Kommentarliteratur zum Zitiergebot fand diese Diskussion ihren Niederschlag und die Argumentation von v. Mangoldt über eine Behinderung des Gesetzgebers wurde überwiegend abgelehnt. So heißt es in einem der ersten Kommentare zum GG aus dem Jahre 1949: „Unter der Herrschaft des BGG [Bonner Grundgesetz] sollen Eingriffe in GR. [Grundrechte] etwas so Außergewöhnliches sein, dass sich der Gesetzgeber dazu nur nach reiflichster Überlegung und in einer für jedermann von vornherein erkennbaren Weise entschließen darf.“ Die nachfolgende Auslegung durch das Bundesverfassungsgericht folgte jedoch dieser strengen Beurteilung nur eingeschränkt.

## Restriktive Auslegung des Zitiergebots
Sinn und Zweck des Zitiergebots ist eine Warn- und Besinnungsfunktion für die Gesetzgebung und eine Klarstellungsfunktion für die Gesetzesanwendung und -auslegung. So wie die Gesetzgebung die Auswirkungen eines Gesetzes auf die Grundrechte bedenken soll, so soll die Interpretation von Gesetzen kraft Anwendung und Auslegung in dem Geiste erfolgen, in welche Grundrechte das Gesetz allein einzugreifen ermächtigt ist. Der Befürchtung, dass das Zitiergebot überbeansprucht wird, begegnete das Bundesverfassungsgericht mit einer restriktiven Anwendung des Art. 19 Abs. 1 Satz 2 GG.
Nach Beurteilung des Bundesverfassungsgerichts besteht die Hauptaufgabe des Zitiergebots darin, den Gesetzgeber vor einer leichtfertigen oder unbeabsichtigten Einschränkung der Grundrechte zu warnen und es folgert hieraus weiter: „Dabei handelt es sich aber um eine Formvorschrift, die enger Auslegung bedarf, damit sie nicht zu einer leeren Förmlichkeit erstarrt und den die verfassungsmäßige Ordnung konkretisierenden Gesetzgeber in seiner Arbeit unnötig behindert. Das Zitiergebot soll lediglich ausschließen, dass neue, dem bisherigen Recht fremde Möglichkeiten des Eingriffs in Grundrechte geschaffen werden, ohne dass der Gesetzgeber sich darüber Rechenschaft legt und dies ausdrücklich zu erkennen gibt.“ Hiernach hat sich eine restriktive Auslegung von Art. 19 Abs. 1 S. 1 GG entwickelt und die Geltung des Zitiergebots wird auf Gesetze bezogen, „die darauf abzielen, ein Grundrecht über die in ihm selbst angelegten Grenzen hinaus zu beschränken“, wobei der Gesetzgeber zu dieser Beschränkung im GG ermächtigt sein muss. Das Grundrecht und seine Einschränkung müssen ausdrücklich in dem Gesetzestext erwähnt werden, nicht aber ist es erforderlich, dass dies im unmittelbaren textlichen Zusammenhang mit der das Grundrecht beschränkenden Regelung geschieht.

## Nicht zitierpflichtige Einschränkungen
Die Rechtsprechung des Bundesverfassungsgerichts führt die Einschränkungen des Zitiergebotes nach Art. 19 Abs. 1 Satz 2 GG in einer Mehrzahl von Fällen aus, wobei für die Anwendung des Zitiergebots die folgenden Grundsätze gelten.
Da für den an die Verfassung gebundenen Gesetzgeber keine Warnfunktion davon ausgeht, unterliegen vorkonstitutionelle Gesetze schon naturgemäß nicht dem Zitiergebot. Gleiches gilt für nachkonstitutionelle Gesetze, die lediglich bereits bestehende Grundrechtseinschränkungen (gänzlich) unverändert weiterführen.
Nicht zitierpflichtig sind weiterhin allgemeine Gesetze im Sinne des Art. 5 Abs. 2 GG, die in die Meinungs- und Informationsfreiheit, einschließlich der Pressefreiheit und der Rundfunkfreiheit (Art. 5 Abs. 1 GG) eingreifen, weil sonst nahezu jedes Gesetz Art. 5 Abs. 1 GG als eingeschränkt zitieren müsste und darin reine Förmelei erblickt wird. Die gleiche Ansicht zur Vermeidung von Förmelei wird bei der allgemeinen Handlungsfreiheit (Art. 2 Abs. 1 GG) vertreten, die durch jedes gesetzliche Ver- oder Gebot tangiert wird. Schließlich hat das Bundesverfassungsgericht in der im vorigen Abschnitt zitierten Entscheidung vom 30. Mai 1973 einen Hinweis auf die Grundrechtsbeschränkung auch für entbehrlich gehalten, weil der Grundrechtseingriff offenkundig gewesen sei.
Das Zitiergebot soll nicht gelten, wenn es um Grundrechte geht, die sogenannte „immanente Grundrechtsschranken“ erkennbar machen, Grundrechte, die also vorbehaltlos gewährt werden. Der Grund dafür, dass das Grundrecht nicht genannt werden muss, besteht bei diesem Typ darin, dass „keine Einschränkung im engeren Sinne“ vorliegt.
Selbiger Ansatz gilt, wenn es an einem in Art. 19 Abs. 1 Satz 1 GG vorausgesetzten Eingriff fehlt, weil das Grundrecht im Rahmen des jeweiligen gesetzlichen Vorbehalts selber auf eine es konkretisierende gesetzliche Regelung oder seine Ausgestaltung durch ein Gesetz verweist (wie Art. 3, Art. 6, Art. 9, Art. 12 Abs. 1 Satz 2, Art. 14 Abs. 3 GG).
Soweit in der Rechtsliteratur gefolgert wird, dass das Zitiergebot nur gelte, wenn ein Grundrecht unter Gesetzesvorbehalt stehe, ist dies dahin zu ergänzen, dass es sich um sogenannte Einschränkungsvorbehalte handeln muss, da Gesetzesvorbehalte auch ausgestaltender Natur sein können und insoweit nicht dem Zitiergebot unterliegen.
Ebenfalls nicht dem Zitiergebot nach Art. 19 GG unterliegen Gesetze, die eine Zahlungspflicht begründen, etwa in Form von Steuern oder Bußgeldern, und damit in das Grundrecht auf Eigentum nach Art. 14 GG eingreifen.
Im Ergebnis gilt das Zitiergebot nur für Befugnisnormen für Eingriffe in das Recht auf Leben und körperliche Unversehrtheit sowie in die Freiheit der Person nach Art. 2 Abs. 2 GG, in die Versammlungsfreiheit nach Art. 8 GG, in das Briefgeheimnis sowie das Post- und Fernmeldegeheimnis nach Art. 10 GG, in die Freizügigkeit nach Art. 11 GG und in die Unverletzlichkeit der Wohnung nach Art. 13 GG.

## Kritik
Die stark einschränkende Auslegung des Zitiergebots bei Grundrechtseingriffen gemäß Art. 19 Abs. 1 Satz 2 GG durch das BVerfG ist in der Rechtswissenschaft nicht ohne Widerspruch geblieben, wobei vor allem der Befreiungsgrund einer offenkundigen Einschränkung in Frage gestellt wird. Auch wird die Reduzierung der Bedeutung des Zitiergebots auf eine bloße Warnfunktion als zu einseitig empfunden, weil damit die Signalfunktion, die der Vorschrift ebenfalls zukomme, vernachlässigt werde.

## Zitiergebot bei Rechtsverordnungen
Nach Art. 80 Abs. 1 Satz 1 GG können die Bundesregierung, ein Bundesminister oder die Landesregierungen durch Gesetz ermächtigt werden, Rechtsverordnungen zu erlassen. Neben Inhalt, Zweck und Ausmaß der erteilten Ermächtigung muss nach Satz 3 auch die Rechtsgrundlage in der erlassenen Verordnung angegeben werden. Dieses Zitiergebot dient der Rechtsklarheit und erfordert die genaue Wiedergabe der die Ermächtigung enthaltenden Gesetzesstelle. Eine Rechtsverordnung, die gegen das Zitiergebot verstößt, ist nichtig.